# 章鸿森
章鸿森（？—？），浙江归安（今浙江湖州）人，是一名清朝政治人物。举人出身。
章鸿森曾于1896年接替孙毓骥任嘉定县知县一职，1902年由刘麟瑞接任。